# The Aggressor (film, 1911)
The Aggressor est un film muet américain réalisé par Thomas H. Ince et George Loane Tucker, sorti en 1911.

## Fiche technique
- Réalisation : Thomas H. Ince, George Loane Tucker
- Scénario : Herbert Brenon
- Production : Carl Laemmle
- Date de sortie :  États-Unis : 19 octobre 1911

## Distribution
- William E. Shay : Hank Derby
- Ethel Grandin : Mrs Derby